# 微柔毛棘豆
微柔毛棘豆（学名：Oxytropis puberula）为豆科棘豆属下的一个种。